# Provincia di Çanakkale
La provincia di Çanakkale (in turco Çanakkale ili) è una provincia della Turchia

## Geografia fisica
La provincia di Çanakkale è una provincia transcontinentale, trovandosi la sua parte occidentale in Europa e la sua parte orientale, la più vasta, in Asia. La parte europea comprende la penisola di Gallipoli, la parte asiatica la regione storica della Troade. Confina con le province di Edirne, Tekirdağ e Balıkesir.
Il suo capoluogo è Çanakkale, città posta sulla sponda asiatica dello stretto dei Dardanelli.

## Geografia antropica

### Suddivisioni amministrative

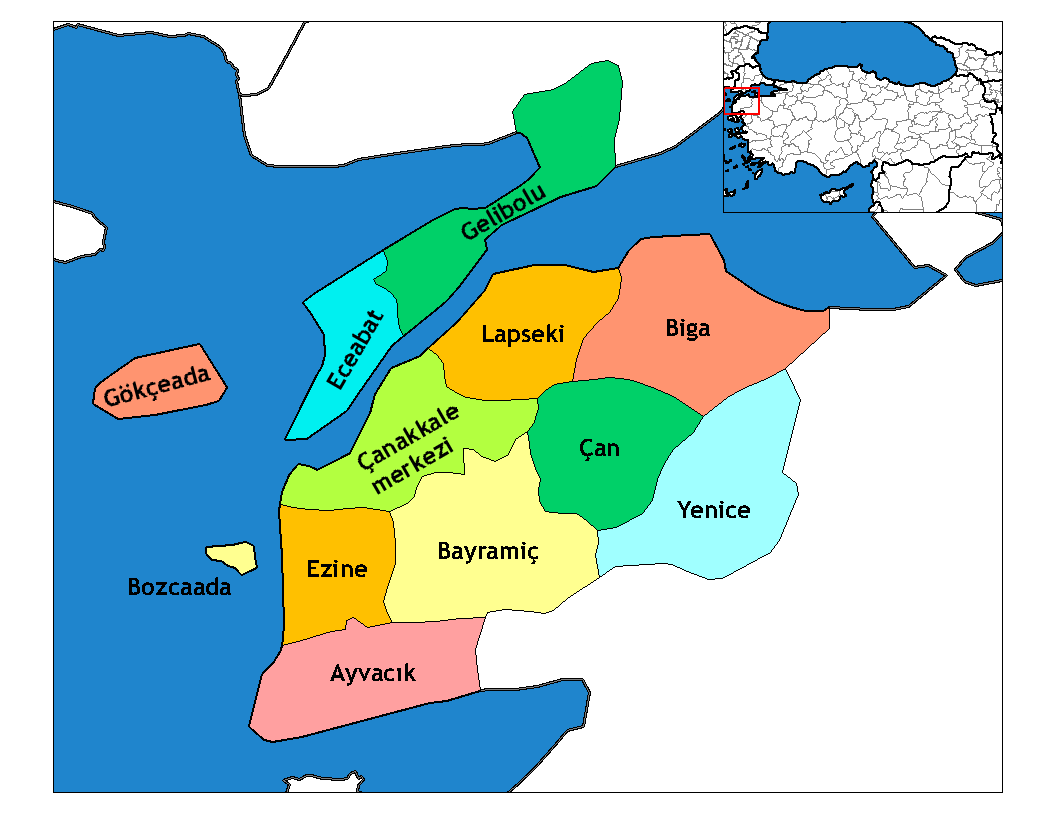
Distretti della provincia di Çanakkale

La provincia è divisa in 12 distretti: 	
- Çanakkale (centro)
- Ayvacık
- Bayramiç
- Biga
- Çan
- Eceabat
- Ezine
- Gallipoli
- Imbro (Gökçeada)
- Lapseki
- Tenedo (Bozcaada)
- Yenice

Fanno parte della provincia 34 comuni e 568 villaggi.